# 龔橙
龔橙（1817年—1870年），字公襄，號石匏，更號孝拱，晚號半倫，浙江杭州府仁和縣人，清朝藏書家。龔自珍長子。

## 生平
龔橙在科舉屢試不第，後居住於上海縣，因熟悉滿文、蒙古文和國外情況，獲英國駐華公使館參贊威妥瑪聘為秘書，同治九年（1870年）在上海縣去世。著有《孝拱手抄詞》、《詩本誼》。
龔橙被易宗夔的《新世說》和李寶嘉的《南亭筆記》認為是第二次鴉片戰爭英法聯軍攻占北京期間火燒圓明園的嚮導，但孫靜庵的《棲霞閣野乘》和蔡申之的《圓明園之回憶》以及《南方週末》均否定此事，並稱龔橙好友趙烈文和當時人的作品中並無任何有關龔橙充當英法聯軍嚮導的記載。